# Derribos Arias
Derribos Arias fou una formació musical de post-punk espanyola de la dècada de 1980, enquadrada en el moviment cultural conegut com La Movida. El seu so, cru, caòtic, a vegades melòdic i a vegades cacofònic, estava influït pel post-punk, el punk i la psicodèlia.

## Discografia
Derribos Arias
- Branquias bajo el agua (EP, Grabaciones Accidentales [GASA, GA-003], 1982).
- A-Flúor (single GASA,GA-006, 1982).
- A-Flúor (maxi, GASA, GA-008 1982).
- Aprenda alemán (single, GASA, GA-012, 1983).
- En la guía, en el listín (LP, GASA,GA-013, 1983).
- Disco pocho (maxi, GASA,GA-024 1984).
- Disco pocho (single, GASA, GA-025 1984).
- CD (recopilación, CD, GASA, 1996).
- La centralita de información (recopilació, disc-llibre, DRO, 2001).

Poch en solitari
- Poch se ha vuelto a equivocar (LP, Epic, 1985).
- Nuevos sistemas para viajar (LP, GASA, 1988).

La Banda Sin Futuro
- Grabaciones desinfectadas (CD, Subterfuge, 1997).

Disco de homenaje a Poch
- El chico más pálido de la playa de Gros (1991).